# Cantonul La Barthe-de-Neste
Cantonul La Barthe-de-Neste este un canton din arondismentul Bagnères-de-Bigorre, departamentul Hautes-Pyrénées, regiunea Midi-Pyrénées, Franța.

## Comune
- Asque
- Avezac-Prat-Lahitte
- La Barthe-de-Neste (reședință)
- Batsère
- Bazus-Neste
- Bulan
- Escala
- Esparros
- Espèche
- Gazave
- Hèches
- Izaux
- Labastide
- Laborde
- Lomné
- Lortet
- Mazouau
- Montoussé
- Saint-Arroman